# 绿菌科
绿菌科（Chlorobiaceae），也称绿色硫细菌科，是光合细菌下的一科细菌。细胞球形、卵形、直或弯曲的杆形；二分分裂或三分裂繁殖。从颜色上可清楚地分成两群：绿色（草绿色）或棕色（巧克力棕色）。绿硫细菌存在于含有硫化物的各种水环境中，如沟壕、池塘、湖泊、河流、硫泉、港湾及其他海洋生境。
模式属为绿菌属（Chlorobium）

## 属
- 突柄绿菌属 Prosthecochloris
- 绿菌属 Chlorobium
- 绿假单胞菌属 Chloropseudomonas
- 绿臂菌属 Ancalochloris